# 艾学峰
艾学峰（1965年8月18日—），男，汉族，湖北安陆人，中华人民共和国政治人物，第十二届全国人民代表大会广东地区代表，现任广东省发展和改革委员会党组书记、主任，省大湾区办主任。

## 生平
艾学峰毕业于中国人民银行研究生部货币银行学专业。1984年加入中国共产党。曾长期在国务院港澳办工作，2012年1月，当选广东省韶关市人民政府市长 。2013年当选为第十二届全国人大代表。
2015年4月，当选深圳市人民政府副市长。2021年4月，当选为中共深圳市委常委。2021年10月，任中共深圳市委副书记。
2022年4月，任广东省发展和改革委员会党组书记，省大湾区办主任。2022年6月，任广东省发展和改革委员会主任。